# Yuhao Guo
Yuhao Guo (* 1992 in Köln) ist ein deutscher Pianist und Liedbegleiter.

## Leben und Wirken
Yuhao Guo erhielt seinen ersten Klavierunterricht im Alter von sieben Jahren an der Rheinischen Musikschule Köln, er erhielt auch Violinunterricht und war Mitglied des Kölner Domchores. Er studierte Klavier bei Nina Tichman und Liedbegleitung bei Ulrich Eisenlohr an der Musikhochschule Köln. Außerdem absolvierte er Meisterkurse bei unter anderem Jerome Rose, Andrzej Jasinski, Pierre-Laurent Aimard, Claudio Martínez Mehner und Alexander Lonquich. Er erhielt verschiedene Stipendien, unter anderem der Deutschen Stiftung Musikleben und Yehudi Menuhin Live Music Now.
Guo konzertierte unter anderem in der Kölner Philharmonie, der Essener Philharmonie, dem Festspielhaus Baden-Baden und der Tonhalle Düsseldorf sowie in Europa und den USA. Als Solist arbeitete er mit Orchestern zusammen wie dem WDR Sinfonieorchester Köln, dem Brandenburgischen Staatsorchester Frankfurt, den Duisburger Philharmonikern und dem Flora Sinfonie Orchester Köln. Guo gastierte zudem beim Klavierfestival Ruhr und beim Festival „Sommerclassics“ auf Schloss Burg Namedy.
Als Liedbegleiter trat er mit dem Bariton Benjamin Hewat-Craw beim Oxford Lieder Festival, beim Southwold Arts Festival, in der Düsseldorfer Tonhalle sowie in den Schlössern Rheydt und Raesfeld auf. Mit der Pianistin Anke Pan bildet er ein Klavierduo.
Yuhao Guo ist künstlerischer Leiter des Festivals Andernacher Musiktage auf Burg Namedy.

## Preise
Yuhao Guo ist erster Preisträger zahlreicher Wettbewerbe wie Bundeswettbewerb Jugend Musiziert, Karlrobert Kreiten Wettbewerb, Steinway Wettbewerb Düsseldorf, Medenus Wettbewerb Rösrath. 2009 erhielt er gemeinsam mit seinem Duo-Partner Mark Kantorovich (Klavier) den Klassikpreis der Stadt Münster und des WDR. 2023 wurde er beim Wettbewerb „Das Lied“ beim Heidelberger Frühling als bester Pianist des Wettbewerbs ausgezeichnet.

## Diskografie
- Yuhao Guo: Recital. Werke von Maurice Ravel, Ludwig van Beethoven und Johannes Brahms (2014)[10]
- Franz Schubert: Winterreise. Mit  Benjamin Hewat-Craw, Bariton (Ars Produktion; 2020)
- Three Suites for two Pianos. Mit Anke Pan, Klavier (Ars-Produktion; 2021)
- Never Such Innocence – English Song. Mit Benjamin Hewart-Craw, Bariton (Ars-Produktion; 2022)